# Mount Buller, Alberta
Mount Buller är ett berg i Kanada.   Det ligger i provinsen Alberta, i den centrala delen av landet, 3 000 km väster om huvudstaden Ottawa. Toppen på Mount Buller är 2 805 meter över havet, eller 556 meter över den omgivande terrängen. Bredden vid basen är 3,8 km.
Terrängen runt Mount Buller är bergig åt nordost, men åt sydväst är den kuperad.Trakten runt Mount Buller är nära nog obefolkad, med mindre än två invånare per kvadratkilometer.. 
Trakten runt Mount Buller består i huvudsak av gräsmarker.